# 2 يصبح 1 (أغنية)
2 يصبح 1  هو البوم لمجموعة البوب البريطانية سبايس جيرلز.